# Microplitis tuberculatus
Microplitis tuberculatus är en stekelart som först beskrevs av Bouche 1834.  Microplitis tuberculatus ingår i släktet Microplitis och familjen bracksteklar. Arten är reproducerande i Sverige. Inga underarter finns listade i Catalogue of Life.